# Musaranya del mont Elgon
La musaranya del mont Elgon (Crocidura elgonius) és una espècie de mamífer eulipotifle de la família de les musaranyes (Soricidae) que viu a Kenya, Tanzània i, possiblement també Uganda. El seu principal problema és la destrucció de l'hàbitat a causa de l'expansió agrícola.